# Кароль Ратгауз
Кароль Ратгауз (пол. Karol Rathaus, Карл Леонгард Бруно Ратгауз, нім. Karl Leonhard Bruno Rathaus, псевдонім: Леонгард Бруно; 16 вересня 1895, Тернопіль — 21 листопада 1954, Нью-Йорк) — польський, німецький і американський композитор австрійського походження, піаніст, педагог.

## Життєпис
Народився в 16 вересня 1895 року в Тернополі в сім'ї міського ветеринара австрійського єврея Бернарда Ратгауза і Амалії з дому Зіппер. Мав брата Рудольфа і сестру Дору. Почав складати музику в шестирічному віці.
У 1913 році склав із відзнакою іспит зрілості в Першій тернопільській гімназії і вступив до Віденської музичної академії в клас композиції Франца Шрекера, проте з початком Першої світової війни був покликаний на військову службу і зміг відновити навчання лише в 1919 році. У 1920 році разом зі своїм учителем Шрекером переїхав до Берліна, щоб продовжувати освіту під його керівництвом в Берлінській вищій школі музики, однак через неможливість знайти заробіток в Берліні, протягом шести років проводив більшість часу у Відні, де почав набувати розголосу як автор фортепіанних п'єс і одночасно закінчив історичний факультет Віденського університету. Репутацію Ратгауза-композитора зміцнили його перша і друга симфонії, вперше виконані відповідно в 1924 році в Дармштадті (диригент Йозеф Розеншток) і в 1926 році у Франкфурті-на-Майні (диригент Герман Шерхен). Найбільшим успіхом стала прем'єра балету Ратгауза «Останній П'єро» (нім. Der letzte Pierrot, 1927) в Берлінській державній опері; опера «Чужа земля» (нім. Fremde Erde), поставлена там само три роки по тому, навпаки, зазнала невдачі. Від 1928 року Ратгауз, як театральний композитор, багато співпрацював із режисером Максом Райнгардтом, а в 1931 році дебютував як кінокомпозитор музикою до фільму Федора Оцепа «Вбивця Дмитрій Карамазов» (за романом «Брати Карамазови»).
У 1932 році емігрував із Німеччини, протягом двох років жив і працював у Парижі (продовжуючи співпрацювати з Оцепом, який теж сюди переїхав), потім у 1934—1938 роках у Лондоні, де серед іншого написав музику для спектаклю «Уріель Акоста» (п'єса Карла Гуцкова), який поставив театр «Габіма» для британських гастролей і частково відзняла на плівку компанія BBC, і балет «Закоханий лев» (фр. Le Lion Amoureux) для гастролей Російського балету Монте-Карло на сцені театру Ковент-Гарден (постановка Давида Лішина).
У 1938 році переїхав до США, де провів останні 16 років свого життя, оформивши перед тим польське громадянство для полегшення імміграції. У 1938 році написав музику для бродвейської постановки «Ірод і Маріамна» (англ. Herodes and Mariamne, театр Кетрін Корнелл). Від 1940 року викладав у Квінз-коледжі Міського університету Нью-Йорка. Продовжував займатися композицією, написавши, зокрема, Третю симфонію (1943), симфонічну поему «Драматичне видіння» (фр. Vision Dramatique; у 1945 році, на замовлення Дімітріса Мітропулоса), увертюру «Бухта Солсбері» (англ. Salisbury Cove; у 1949 році до 70 річчя Сент-Луїського симфонічного оркестру), однак вважав свою композиторську кар'єру занапащену нацистським переворотом і війною, тому приділяв більше уваги викладацькій діяльності. У 1952 році на замовлення Метрополітен-опери реконструював оригінальну оркестровку опери Модеста Мусоргського «Борис Годунов».
Піаніст і музикознавець Дональд Піроне, який навчався і викладав в тому ж Квінз-коледжі, захистив в 1984 році дисертацію, присвячену Ратгаузу, а згодом записав його фортепіанний концерт. Однак ґрунтовніше відродження інтересу до музики Ратгауза відноситься вже до кінця 1990-х років, коли Лондонський симфонічний оркестр, Німецький симфонічний оркестр Берліна і Симфонічний оркестр Словацького радіо випустили по диску з його творами; у 2000 році німецький музикознавець Мартін Шюсслер видав про Ратгауза книгу.